# 보리스 파스테르나크
보리스 레오니도비치 파스테르나크(러시아어: Бори́с Леони́дович Пастерна́к, 문화어: 보리스 빠스쩨르나크, 1890년 2월 10일 ~ 1960년 5월 30일)는 소련의 시인이자 소설가이다.
모스크바에서 화가인 아버지와 피아니스트인 어머니 사이에서 태어났다. 어려서는 음악을 지망하였다가 철학에 몰두하여 모스크바 대학을 졸업, 독일 마르부르크에 유학하여 철학을 연구하였다. 고국에 돌아온 그는 미래파의 기관지 《레프》를 중심으로 많은 서정시를 발표하여, 러시아 최후의 순수 예술파 시인으로 불리게 되었다.
1958년 스웨덴 한림원에서는 그를 노벨 문학상 수상자로 결정하였다. 그러나 그의 장편 소설 《닥터 지바고》에서 러시아 혁명을 비판한 내용이 들어 있다고 하여 소련 정부와 소련 작가 동맹으로부터 압력을 받게 되면서 이를 거부하였다. 1988년에 소련 정부가 그에 대한 사면 조치를 내리면서 소련에서 그의 문학 작품을 출간하는 것이 허용되었고 1989년에는 그의 아들이 스웨덴 스톡홀름에서 아버지의 노벨 문학상 메달을 대신 받았다. 주요 작품으로는 《성루 위에서》, 《1950년》, 《안전 보증》 등이 있다.

## 생애 초기
파스테르나크는 1890년 2월 10일 모스크바 유대인 가정에서 태어났다. 아버지는 예술 학교 교수이자 화가인 레오니드 파스테르나크였다. 어머니는 피아니스트인 로자 카우프만(Rosa Kaufman)였다. 파스테르나크는 국제적인 환경에서 자랐다. 그의 집에 들렀던 방문객으로 세르게이 라흐마니노프, 라이너 마리아 릴케, 레프 톨스토이가 있다.
그의 이웃이었던 알렉산드르 스크랴빈의 영향으로 파스테르나크는 작곡가가 되기로 결심하고 모스크바 음악 학교(Moscow Conservatory)에 입학했다. 1910년 그는 돌연 학교를 떠나 마르부르크 대학(University of Marburg)에서 신칸트주의(Neo-Kantianism) 철학자인 헤르만 코헨(Hermann Cohen)과 니콜라이 하트만(Nicolai Hartmann) 지도 아래 공부했다. 학자가 되기 위해 온 것이었지만 철학을 직업으로 삼길 포기한 후, 1914년 모스크바로 돌아왔다. 러시아 미래파인 알렉산더 블록의 영향을 받은 그의 첫 시집은 같은 해 말에 출판됐다.
제1차 세계 대전 중, 그는 화학 공장에서 일하며 가르쳤다. 이곳의 경험이 닥터 지바고에 반영돼 있다. 그의 친척, 친구들 대다수와 달리, 그는 혁명 후에도 러시아를 떠나지 않았다. 대신에 그는 혁명이 가져온 새로운 사상과 가능성에 이끌렸다.